# 南昌山
南昌山（なんしょうざん）とは、岩手県岩手郡雫石町と紫波郡矢巾町との境にある、標高848.0mの山岳。岩の鐘を伏せたような均整のとれた形をしており、地元において古くから信仰の対象とされてきた霊山である。

## 概要
盛岡市西方に鎮座しており、南昌山と東根山、これに赤林山（あるいは箱ヶ森）をあわせて「志波三山」と呼ばれている。
山麓には幣懸の滝（落差7m）、北ノ沢大滝（落差13m）、南昌大滝（落差7m）などの瀑布や、幣懸の滝由来の湯脈を持つ温泉（矢巾温泉）が存在する。岩崎川は南昌山麓に端を発し、煙山ダムを経由して紫波町内で北上川に合流する。
　

### 地質
南昌山付近は中期中新世の男助層に代表される凝灰岩層に広く覆われている。4.39Мa頃（439万年前頃、鮮新世）にＳiＯ²72.29重量％の石英斑岩（流紋岩）が上記の凝灰岩層に貫入し、その後の侵食によって凝灰岩層が失われるとともにこの火山岩が露出し山頂付近をつくった岩頸と呼ばれる地形である。凝灰岩層と火山岩の境界は標高500－600ｍ付近にある。

### 歴史・伝承など
地元では「南昌山が曇れば雨が降る」と言い伝えられており、麓にある南昌山神社は元は山頂にあり水源守護の青竜権現を祀ったお宮であった。この神社は延暦年間（782年-806年）に志波城を築く際、天候不順で工事が難航したため征夷大将軍・坂上田村麻呂が南昌山の頂上に祈願したところ、雨がやんだことからお宮を造営したのが始まりと伝えられ、嘉永2年（1849年）に山麓に移されて現在に至る。山頂には現在でも天候の安定を祈願して奉納された石柱があるほか、雨乞いの儀式に使用される全国でも類を見ない6体の獅子頭石仏が奉納され、南昌の権現様として親しまれている。岩手の語源になった鬼の伝説では、石神の「三ツ石様」に退治された鬼は南昌山へ逃げ去ったという。
前九年の役において、安倍貞任が衣川から源義家に追われて南昌山の麓までたどり着き奮戦したが、安倍氏側に多大な犠牲が出て名のある武将たちが亡くなったといわれる。
南昌山の山中には白竜が棲んでいて、暴れると雲が峰を覆い毒気で人々を苦しませたという伝説があった。元禄16年（1703年）に天候不順が続いたため空念という僧が竜を鎮めるため頂上に青竜権現の祠を建て、それまで毒ヶ森（徳ヶ森）と呼ばれていた本山を空念の推挙により盛岡藩主・南部信恩が南部繁昌を願い南昌山と改名したとされる。
江戸時代の画家谷文晁によって『名山図譜』のひとつとして選ばれた他、松本竣介も昭和9年（1934年）に水彩画『南昌山』を描いている。

### 宮沢賢治と南昌山
宮沢賢治は、南昌山を童話「鳥をとるやなぎ」に登場させている。「鳥をとるやなぎ」に登場する石原は、賢治が旧制盛岡中学校時代に寮で同室だった藤原健次郎と石を拾い集めた場所で、現在は煙山ダムの湖底に沈んでいる。また、河袋（南昌山麓の地名）の場面に登場する楊はドロの木、ギンドロなどと言い、実際に河袋付近にはドロの木やポプラの木が生えている。
また、賢治は南昌山でのろぎ石を採集した思い出を「のろぎ山 のろぎをとりにいかずやと またもその子にさそわれにけり」「のろぎ山 のろぎをとればいただきに 黒雲を追ふ そのかぜぬるし」という詩に残している。その他、賢治が記した「東京ノート」の盛中二学年一学期の欄に「藤原健次郎 南昌山 水晶」というメモがある。松本隆は、南昌山の山頂にある天候の安定を祈願した石柱が、「銀河鉄道の夜」に登場する「天気輪の柱」のモデルであると主張している。
また、経埋ムベキ山の32山のうちの1座に選ばれており、他の31山と同様に賢治の没後に山頂に経典が厳重に埋蔵された。
令和4年（2022年）8月、天体写真家の藤井旭らのグループの提案による、小惑星22355への「矢巾・南昌山」、小惑星22352への「藤原健次郎」の命名が、国際天文学連合 (IAU)により承認された。